# Passaporte russo
O passaporte russo (em russo: Заграничный паспорт гражданина Российской Федерации, romanizado: Zagranichnyy pasport grazhdanina Rossiyskoy Federatsii, lit. 'Passaporte transfronteiriço de um cidadão da Federação Russa para viagens internacionais') é um livreto emitido pelo Ministério do Interior a cidadãos russos para viagens internacionais. Este passaporte russo para o exterior é diferente do passaporte interno, que é um documento de identidade obrigatório para fins de viagem e identificação dentro da Rússia. Os cidadãos russos devem usar seus passaportes internacionais russos ao sair ou entrar na Rússia, a menos que viajem de/para um país onde a identificação interna russa seja reconhecida como um documento de viagem válido.
Após a dissolução da União Soviética em 1991, o passaporte soviético continuou a ser emitido até 1997, com validade de 5 anos, quando se sabe que foi emitido o primeiro passaporte russo moderno. A primeira versão dos passaportes emitidos em 1997 era manuscrita. Os passaportes emitidos de 2000 a 2010 eram de leitura óptica, tinham uma validade de 5 anos e incluíam 36 páginas. Em 2006, a Rússia emitiu seus primeiros passaportes biométricos legíveis por máquina e, em 2010, o design dos passaportes biométricos foi modificado para incluir 46 páginas e ter validade de 10 anos.
Cidadãos menores de 18 anos que viajem desacompanhados de um dos pais devem ter o consentimento por escrito de ambos os pais autorizando a saída do país. Quando uma criança viaja com um dos pais, não é necessário o consentimento do outro. Os artigos 20 e 21 da Lei Federal "Sobre a entrada na Federação Russa e saída da Federação Russa" regem apenas a saída da Rússia e não têm nada a ver com os requisitos de outros países em relação à entrada nesses países.
Além dos passaportes comuns, existem dois tipos de passaportes especiais para viagens ao exterior: passaportes diplomáticos e passaportes de serviço (emitidos para funcionários do governo no exterior em negócios oficiais).

## História

### Império Russo
Os estrangeiros que chegavam à Rússia enfrentavam várias restrições durante o período czarista; os magistrados de fronteira permitiriam que estrangeiros entrassem no estado apenas com a permissão do governo sênior. Sob Pedro I, a migração interna aumentou e, como resultado, o estado introduziu documentos que os viajantes eram obrigados a manter para que pudessem rastrear o movimento de pessoas e bens em todo o império. A introdução desses documentos também teve muito a ver com a capacidade do estado de impor medidas apropriadas de conscrição e capitação.
De acordo com a legislação em vigor para o período de 1906 na Rússia no local de residência, como regra geral, o passaporte não era necessário. A capital e outras cidades que declararam situação de emergência ou proteção reforçada foram a exceção. Além disso, nas áreas sujeitas às regras de supervisão dos estabelecimentos industriais, os trabalhadores das fábricas e usinas eram obrigados a ter um passaporte no local de residência permanente. O passaporte não era necessário quando se ausentava do local de residência permanente: 1) dentro do distrito e fora dele há menos de 50 ventas e não por mais de 6 meses, e 2) das pessoas contratadas para trabalho rural, - além disso, dentro os municípios adjacentes ao município de residência, ainda que há mais de 6 meses.
A lei de 10 de junho de 1902 e os regulamentos sobre autorizações de residência de 3 de junho de 1894 estenderam-se às províncias do Reino da Polônia, com algumas modificações. Formado em 1902, o comitê sobre as necessidades da indústria agrícola é reconhecido como desejável nos tipos de facilitação da circulação de trabalhadores agrícolas, a simplificação dos regulamentos de passaporte. Foi confiada ao Ministro da Administração Interna uma resposta especial às necessidades do setor agrícola da revisão dos estatutos das autorizações de residência, no sentido de reservar ao passaporte apenas o valor de um documento de identidade. Elaborado com base nesses fundamentos em 1905, um novo projeto de estatuto foi um passaporte para adiar a consideração até a convocação da Duma Estatal.

### República Socialista Federativa Soviética da Rússia

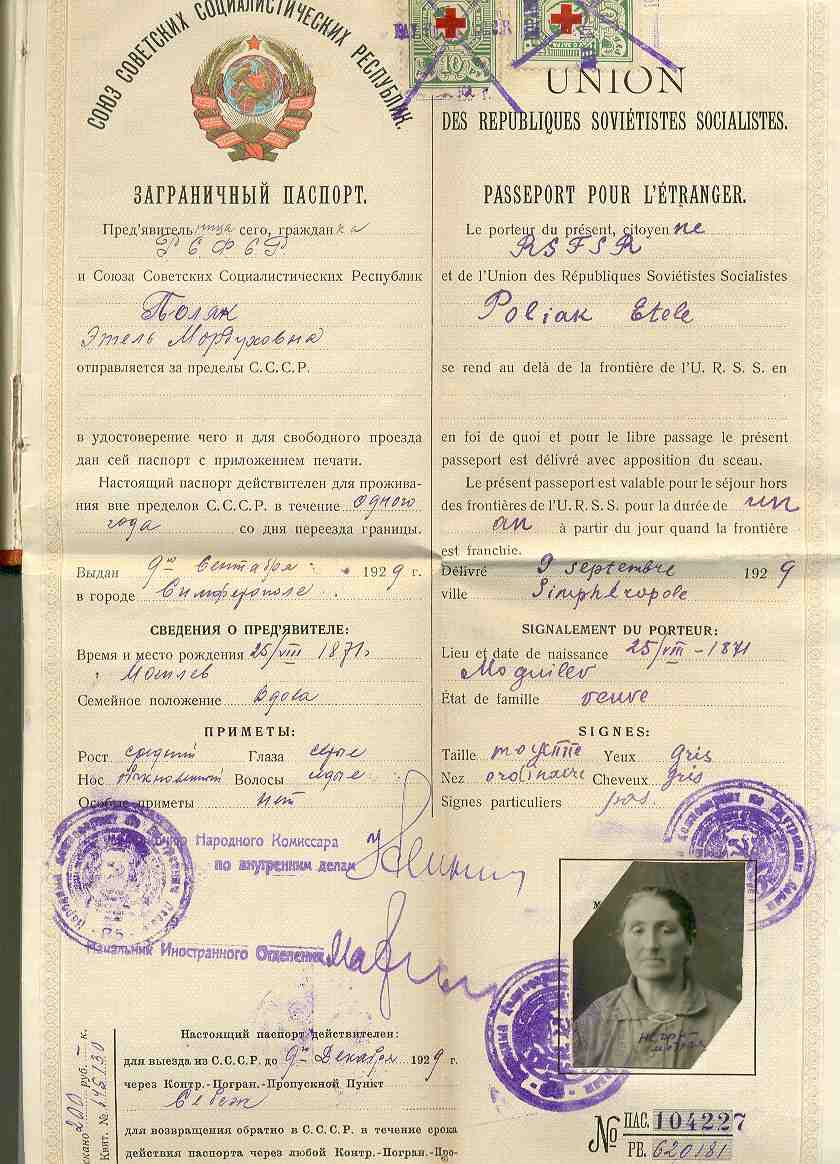
Passaporte internacional soviético de 1929

Imediatamente após a Revolução Russa a República Russa não seguiu a emigração; Muitos que discordavam do novo regime deixaram o país de 1917 até o final da década de 1920. No período, por volta de 8.000 pessoas, incluindo cerca de 500 cientistas (para efeito de comparação, no período de 1989 a 2004, segundo várias estimativas de 25.000 a 80.000) cientistas deixaram Rússia) abandonaram o país. Em 1922, em duas viagens do chamado “navio filosófico” de Petrogrado para Estetino e vários navios do território da Ucrânia e trens de Moscou, por instruções pessoais de Lenin, foram expulsos 225 intelectuais (filósofos Berdiaev, Ilyin, Frank e Bulgakov). Dos emigrantes, apenas uma pequena parte retornou, como Marina Tsvetaeva e Alexei Tolstoi.
Em meados da década de 1930, o governo soviético fechou suas fronteiras. Viajar para países capitalistas só era possível para funcionários do Ministério das Relações Exteriores, a Nomenklatura e artistas selecionados, enquanto a maioria dos cidadãos soviéticos comuns tinha a oportunidade de viajar apenas para países socialistas em viagens de negócios em grupo.
A terceira e última onda de emigração soviética coincidiu com o rompimento das relações com Israel. Em 10 de junho de 1968, o Comitê Central recebeu uma carta conjunta à liderança do Ministério das Relações Exteriores e da KGB assinada por Andrei Gromiko e Iúri Andropov com a proposta de permitir que os judeus soviéticos emigrassem do país. Como resultado, na década de 1970, apenas cerca de 4.000 pessoas partiram, muitas contra sua vontade, por exemplo, dissidentes conhecidos como Brodsky, Aksenov, Aleshkovsky, Voinovich, Dovlatov, Gorenstein e Galich.
Em 20 de maio de 1991, poucos meses antes do colapso da URSS, foi adotada a última lei soviética sobre a saída de cidadãos para o exterior, segundo a qual os cidadãos poderiam sair a pedido do Estado, organizações e empresas públicas e religiosas.

### Federação Russa
Em 1993, os vistos de saída foram abolidos e a emissão gratuita de passaportes foi permitida. O direito de sair livremente do país foi consagrado em uma lei de 1996. Passaportes com os símbolos da URSS foram emitidos para cidadãos da Federação Russa até o final de 1997, para serem substituídos por passaportes russos legíveis por máquina de leitor ótico. Os últimos passaportes soviéticos emitidos expiravam no final de 2002, cerca de 10 anos após a dissolução do Estado soviético. Desde 2001, os passaportes russos são emitidos com um desenho que inclui o emblema da Rússia, uma Águia bicéfala. Desde 2010, o pedido de registro de passaporte pode ser feito no site www.gosuslugi.ru.
Em 2006, o passaporte biométrico foi introduzido na Rússia. Desde 2009, em todas as regiões do país existem pontos de emissão de passaportes e documentos de visto de nova geração (passaportes contendo mídia eletrônica). Os dados desses itens vêm em um único centro de personalização. Desde 1° de março de 2010, o passaporte biométrico é válido por 10 anos. Os dados no chip dos passaportes russos são protegidos por uma tecnologia de controle de acesso BAC (controle de acesso básico), que permite produzir dados lidos somente após inserir o número do passaporte, a data de nascimento do titular e a data de validade do passaporte (geralmente por meio de de reconhecimento da zona legível por máquina do passaporte), que exclui o acesso não autorizado aos dados do chip.
Os titulares de passaportes da Federação Russa emitidos na Crimeia e Sevastopol após a anexação de 2014, território internacionalmente reconhecido como parte da Ucrânia ocupada por estrangeiros, não têm seus passaportes reconhecidos pelos Estados Unidos, e são negados vistos para países da zona Schengen (embora os residentes da Crimeia que possuam um passaporte biométrico ucraniano possam visitar a União Europeia sem precisar de visto). Canadá e EUA também têm se recusado a reconhecer passaportes que a Rússia começou a emitir em 2019 para ucranianos na região não controlada pelo governo de Donbass, no leste da Ucrânia, e a União Europeia estava considerando seu não reconhecimento. As autoridades da cidade de Kherson, ocupada pela Rússia, no sul da Ucrânia, entregaram passaportes russos aos residentes locais durante a invasão russa de 2022.

## Descrição

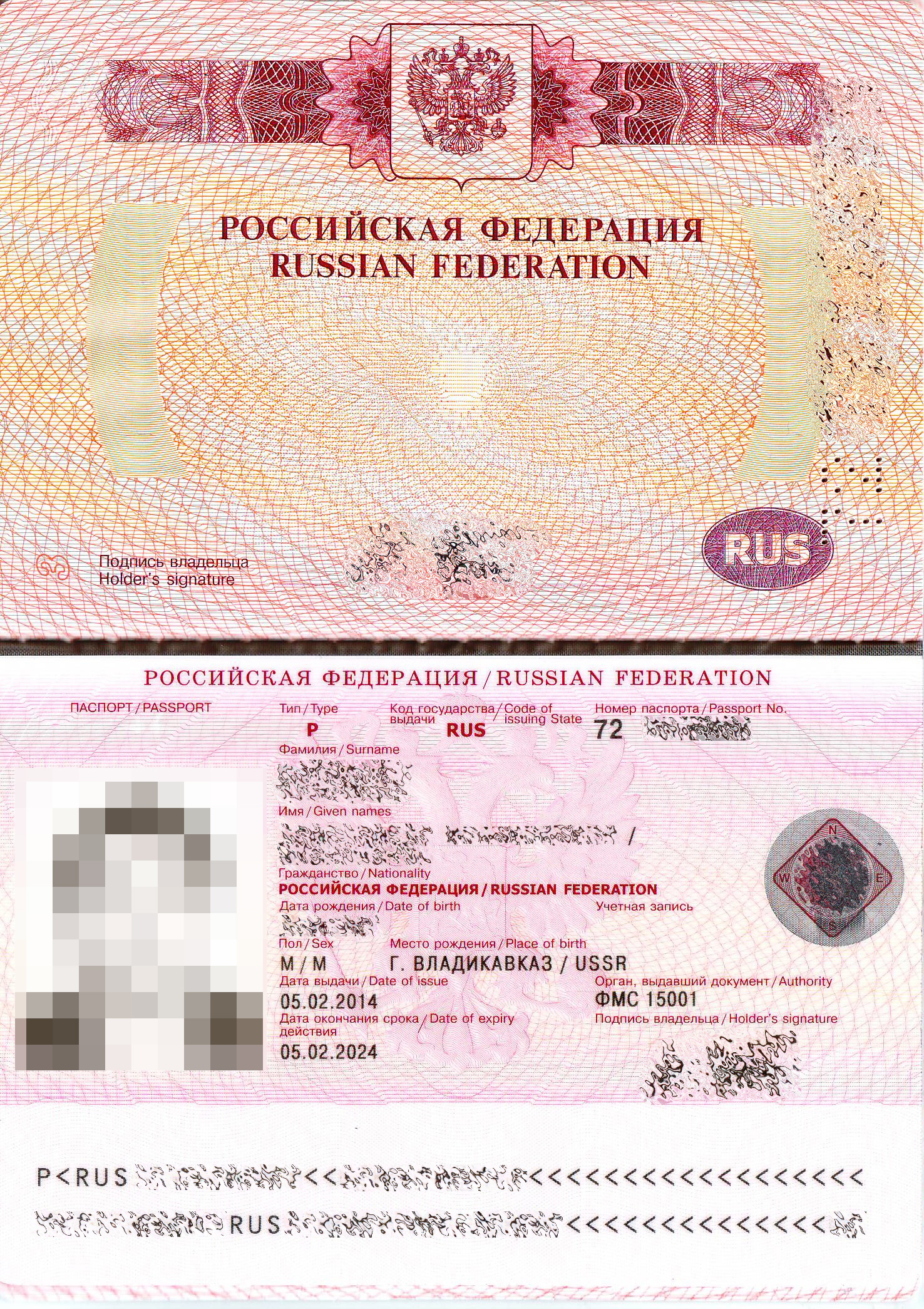
Página de dados e assinarura de um passaporte biométrico internacional (2014)

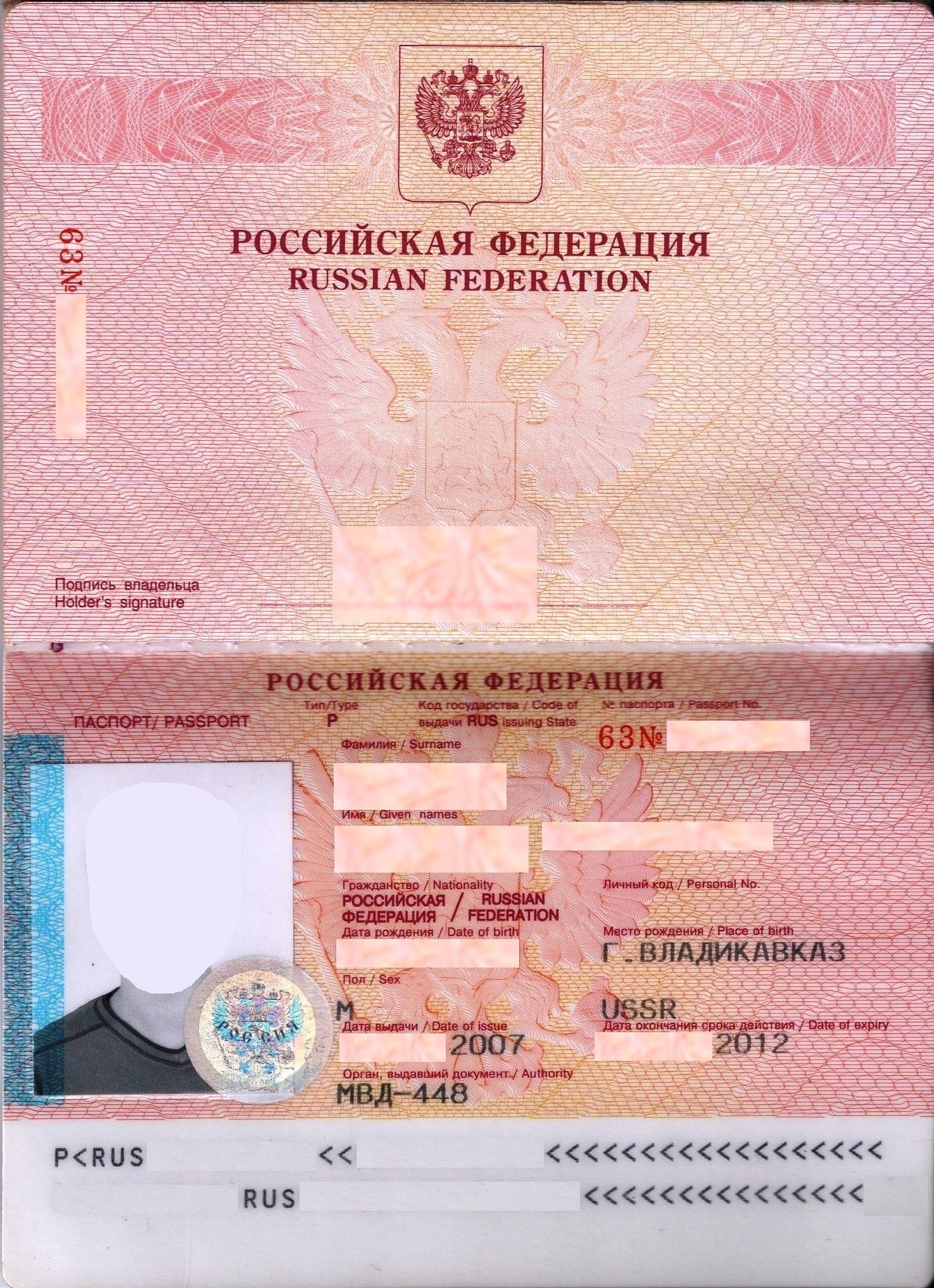
Página de dados e assinarura de um passaporte não biométrico internacional (2007)

Cada passaporte tem uma página de dados e uma página de assinatura. A página de dados tem uma zona visual e uma zona legível por máquina de leitura ótica. A zona visual contém uma fotografia digitalizada do titular do passaporte, dados sobre o passaporte e dados sobre o titular do passaporte:
- Fotografia
- Tipo de documento ("P" de "passaporte")
- Código do país emissor (sempre 'RUS')
- Número do Passaporte
- Sobrenome
- Nome(s)
- Nacionalidade (sempre 'Federação Russa')[11]
- Data de nascimento (formato DD.MM.AAAA)
- Local de nascimento
- Gênero
- Data de emissão
- Data de expiração
- Autoridade
- Um fac-símile da assinatura do proprietário, digitalizado do formulário de solicitação de passaporte

Na parte inferior da página de dados há uma zona legível por máquina de leitura ótica, que pode ser lida visualmente e por um scanner ótico. A zona legível por máquina consiste de duas linhas. Não há espaços em branco em nenhuma das linhas. Um espaço que não contanha uma letra ou um número é preenchido pelo símbolo "<".
A primeira linha da zona legível por máquina contém uma letra para denotar o tipo de documento de viagem ("P" para passaporte), o código do país emissor ("RUS" para "Federação Russa") e o nome (sobrenome primeiro, depois nome[s] próprio[s]) do titular do passaporte.
A segunda linha da zona legível por máquina contém o número do passaporte (complementado por um dígito de verificação), o código da cidadania do titular do passaporte ("RUS" para "Federação Russa"), a data de nascimento do titular do passaporte (complementado por um dígito de verificação), uma anotação do sexo/gênero do titular do passaporte ("M" ou "F"), a data de validade do passaporte (complementada por um dígito de verificação) e, no final da a linha, um ou mais dígitos de verificação geral.
Uma página de assinatura tem uma linha para a assinatura do titular do passaporte. Um passaporte não é válido a menos que seja assinado pelo titular do passaporte (exceto para titulares de passaporte menores de 14 anos).

## Transliteração de nomes russos
Devido ao fato de que os vistos russos (e os passaportes internos russos desde 2011) destinam-se apenas ao uso na Rússia, existem algumas outras letras latinas, bem como outros símbolos alfanuméricos usados para transliterar uma letra sem análogo direto no script latino na zona legível pelo leitor ótico. Por exemplo, a letra "ч" geralmente é transcrita como "ch" em documentos de viagem russos, no entanto, vistos russos e passaportes internos usam "3" na zona legível por leitor ótico. Outro exemplo é "Alexei" (passaporte de viagem) => "Алексей" (versão em cirílico) => "ALEKSEQ" (versão legível por máquina em um documento interno).

## Tipos de passaporte

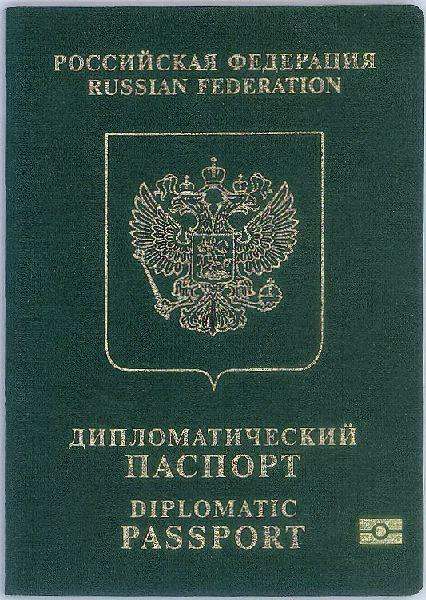
Capa de um passaporte biométrico diplomático russo

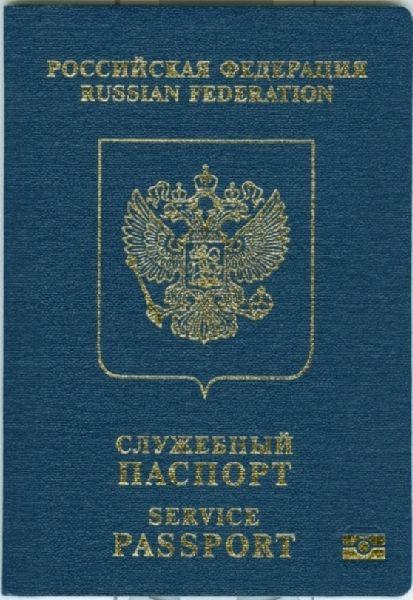
Capa de um passaporte biométrico de serviço russo

Regular (capa vermelha)Emitido para todos os cidadãos da Federação Russa. O prazo de validade é de 10 anos a partir da data de emissão.
Diplomático (capa verde)Emitido para diplomatas russos credenciados no exterior e seus dependentes elegíveis, e para cidadãos que residem na Federação Russa e viajam para o exterior para trabalho diplomático. Passaporte emitido para o período de trabalho, mas não mais de 10 anos.
Serviço (capa azul)Emitido para funcionários públicos federais e regionais russos designados para o exterior, seus dependentes elegíveis, para membros do parlamento russo que viajam ao exterior a negócios oficiais e para juízes dos Tribunais Supremo e Constitucional. Também emitido para militares quando implantados no exterior. Período de validade: tempo de serviço, mas não superior a 10 anos.
Certificado de retornoEmitido para cidadãos russos e nacionais no exterior, em circunstâncias urgentes. Este documento é válido apenas para a volta à Federação Russa.

## Segundo passaporte
Um cidadão da Federação Russa pode ter legalmente dois passaportes estrangeiros válidos ao mesmo tempo.
O passaporte é mantido no consulado durante o processamento dos vistos. O cidadão titular de um segundo passaporte não pode esperar obter visto para outras viagens ou requerer outros vistos. Este método funciona apenas em alguns casos: por exemplo, ao solicitar um visto Schengen na Federação Russa, todos os passaportes válidos são necessários, não apenas um. O motivo é a necessidade de estar no país no momento da emissão do visto. A possibilidade de usar este método deve ser esclarecida com antecedência.
Vários países têm uma atitude negativa em relação aos viajantes que visitam países hostis ao país de entrada, incluindo a recusa de entrada (por exemplo, um cidadão pode ser impedido de entrar no Irã se seu passaporte contiver algum carimbo de visita a Israel). Tendo um segundo passaporte, pode-se tentar esconder o fato de tais visitas dos funcionários da imigração. A característica do segundo passaporte é que ele só pode ser biométrico. Esse passaporte é emitido por um período de validade de 10 anos separado (independentemente da data de validade do primeiro passaporte).

## Mensagem no passaporte
Os passaportes da maioria dos países do mundo, que não incluem a Rússia e alguns países da CEI, contêm uma mensagem especial, geralmente fornecida em vários idiomas, chamada de mensagem do passaporte. A mensagem é dirigida a representantes de governos estrangeiros. Nesta mensagem, o Estado emissor solicita que o portador do passaporte tenha permissão para passagem sem impedimentos, viagens e a assistência necessária.

## Viagens sem visto

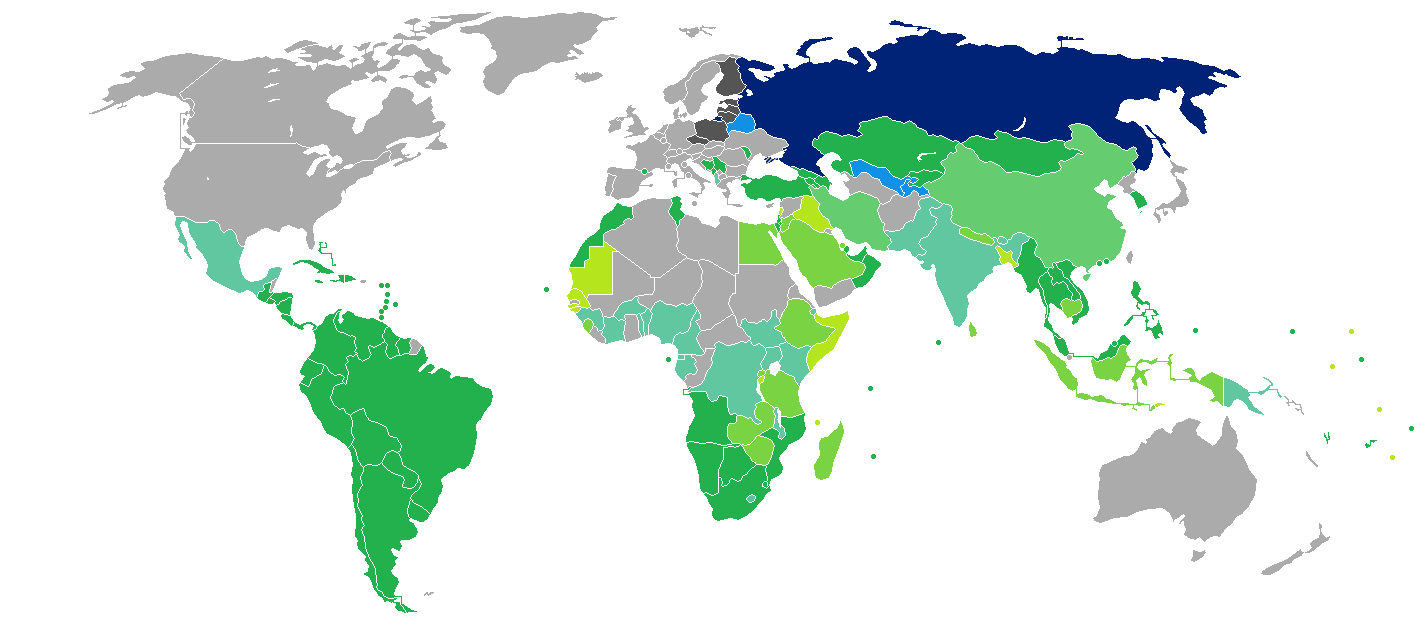
Países e territórios com entradas sem visto ou visto na chegada para portadores de passaportes russos regulares
Rússia
Não requer visto, passaporte interno aceito
Não requer visto (incluindo tourist cards)
Visto na chegada
eVisa
Visto disponível tanto na chegada quanto online
Visto obrigatório antes da chegada
Entrada negada

Os requisitos de visto para cidadãos russos são restrições administrativas de entrada impostas pelas autoridades de outros países aos cidadãos da Rússia. Em 2 de março de 2023, os russos tinham acesso sem visto ou visto na chegada a 118 países e territórios, classificando o passaporte russo em 51º lugar em termos de liberdade de viagem (empatado com os passaportes de Bósnia e Herzegovina e Micronésia) de acordo com o índice de restrições de visto Henley.

## Tempo para emissão
De acordo com a lei federal de 2012 e as ordens de 2014, para o antigo passaporte laminado de 5 anos e o novo passaporte biométrico de 10 anos, respectivamente, qualquer documento deve ser emitido dentro de um a quatro meses,

 dependendo das circunstâncias, sendo o prazo de emissão de três meses no caso de uma solicitação feita a um consulado fora da Rússia.
Porém, na prática, alguns consulados exigem um agendamento antes que o solicitante possa fornecer os documentos para solicitar o passaporte; em alguns casos, os agendamentos podem estar disponíveis apenas para muitos meses ou mesmo anos no futuro, invalidando na prática o limite mencionado acima para a emissão atempada do documento de viagem.
Além disso, se os passaportes expirarem ou forem perdidos, os pedidos de novo passaporte são rotineiramente recusados de serem feitos no exterior, antes da verificação da cidadania, para a qual os cônsules exigem que um pedido separado seja feito, pessoalmente ou autenticada por um tabelião público, com os tempos de processamento para a própria verificação muitas vezes excedendo muitos meses. Tal prática de impor custos adicionais à recorrente parece, no entanto, violar o ponto 23 dos despachos 10303 de 28-06-2012 e 3744 de 19-03-2014, que garantem que não são necessários serviços adicionais para solicitar um passaporte.